# Primulina gueilinensis
Primulina gueilinensis là một loài thực vật có hoa trong họ Tai voi. Loài này được W.T.Wang mô tả khoa học đầu tiên năm 1981 dưới danh pháp Chirita gueilinensis.